# Mercedes Aráoz
Mercedes Rosalba Aráoz Fernández (Lima, 5 agosto 1961) è un'economista e politica peruviana.
È stata Ministro del Commercio estero e del Turismo dal 2006 al 2009, Ministro della Produzione nel 2009 e Ministro dell'Economia e delle Finanze dal 2009 al 2010 durante il secondo governo di Alan García e come Presidente del Consiglio dei Ministri dal 2017 al 2018 durante il governo di Pedro Pablo Kuczynski. Nelle elezioni generali del 2016 è stata eletta secondo vicepresidente della Repubblica, carica che ha ricoperto dal 28 luglio 2016 fino all'accettazione delle dimissioni il 7 maggio 2020. Allo stesso modo, è stato membro del Congresso per il partito Peruanos Por el Kambio dal 2016 al 2019.
Aráoz ha ottenuto il titolo professionale di economista presso l'Universidad del Pacífico, dove rimane come professore principale e in cui ha fatto parte del Centro di ricerca. Ha inoltre studiato per un master e un dottorato in economia presso l'Università di Miami.
Per le elezioni generali del 2011, è stata registrata come candidata alla presidenza del Partito Peruviano Aprista; tuttavia si è dimesso dalla candidatura dopo poche settimane. Anni dopo, durante le elezioni generali del 2016, ha fatto parte della squadra presidenziale di Peruanos Por el Kambio, guidata da Pedro Pablo Kuczynski che è stato eletto presidente della Repubblica insieme a Martín Vizcarra (primo vicepresidente) e Mercedes Aráoz (secondo vicepresidente ) vincendo al piatto della Forza Popolare guidata da Keiko Fujimori nel secondo turno elettorale. Nelle stesse elezioni è stata anche eletta deputata della Repubblica con il voto più alto di detto gruppo politico.
Nel settembre 2017 è stata nominata Presidente del Consiglio dei Ministri dal Presidente Kuczynski. A metà del suo mandato, il presidente ha attraversato una forte crisi politica e due tentativi di posto vacante presidenziale da parte del Congresso della Repubblica. Questa situazione è culminata con le dimissioni di Kuczynski dalla presidenza nel marzo 2018, che sono state immediatamente assunte da Martín Vizcarra. Aráoz rimase nella classe regina fino al 2 aprile dello stesso anno.
Nel bel mezzo di un conflitto tra i poteri esecutivo e legislativo dopo lo scioglimento del Congresso della Repubblica effettuato il 30 settembre 2019 e la sospensione temporanea del successivo capo di Stato, Martín Vizcarra, operata dal Congresso, Aráoz ha prestato giuramento come "Presidente che agisce" dopo essere stato il primo in linea di successione; Tuttavia, nonostante ciò, il giorno successivo si è dimesso dalla vicepresidenza e ha rifiutato di assumere le funzioni presidenziali. Infine, le sue dimissioni sono state accettate dal nuovo Congresso, il 7 maggio 2020.

## Carriera istituzionale

### Ministro del commercio estero e del turismo (2006-2009)
Il 28 luglio 2006 è stata nominata Ministro del commercio estero e del turismo dal presidente Alan García . Durante il suo mandato, ha ricevuto e ha continuato i negoziati per un accordo di libero scambio con gli Stati Uniti, Canada e Singapore, rispettivamente. Quelli che hanno finalmente raggiunto un accordo e sono in vigore. Successivamente, ha avviato negoziati per un accordo di libero scambio con l'Unione europea, Cina, Giappone, Corea del Sud, Thailandia e Cile.
Per l'attuazione dell'ALS con gli Stati Uniti ha creato una Commissione Multisettoriale insieme ai Ministeri dell'Economia, della Produzione, dei Trasporti e dell'Agricoltura. Il gruppo di lavoro era incaricato di coordinare i decreti supremi e le leggi in parlamento per conformarsi ai requisiti stabiliti dal governo nordamericano al fine di attuare l'accordo commerciale. Il trattato è stato approvato dal Senato degli Stati Uniti ed è entrato in vigore nel febbraio 2009.
Tra i risultati raggiunti dalla sua gestione nel settore del turismo, spicca la campagna per riconoscere Machu Picchu tra le Nuove Sette Meraviglie del Mondo. Ha ricoperto questa posizione durante i gabinetti del Primo Ministro Jorge del Castillo e Yehude Simon . Il 10 luglio 2009 ha lasciato quella carica che aveva ricoperto dall'inizio del governo.

### Ministro della produzione (2009)
L'11 luglio 2009 ha assunto il Ministero della Produzione ; Da lì ha diretto le politiche nazionali dei settori microimpresa, industria e pesca. All'interno della sua amministrazione, hanno evidenziato i programmi di sostegno alle microimprese al fine di gettare le basi per la loro formalizzazione e fornire loro una legislazione competitiva.
Dopo aver prestato servizio in questa posizione, ha assunto la carica di Ministro dell'Economia e delle Finanze.

### Ministro dell'economia e delle finanze (2009-2010)
Il 22 dicembre 2009, Mercedes Aráoz Fernández ha prestato giuramento come Ministro dell'Economia e delle Finanze ed è diventata la prima donna nella storia peruviana ad assumere quella posizione. Durante il suo mandato, è stata data priorità alla promozione di progetti di investimento in infrastrutture e servizi pubblici; Allo stesso modo, le concessioni di lavori sono state riviste a livello nazionale. La sua amministrazione, che si preoccupava di mantenere la crescita dell'economia peruviana nonostante la crisi finanziaria internazionale, modificò anche l'imposta sul reddito e impose tasse sulle plusvalenze, oltre a mantenere un tasso minimo di deficit fiscale. Allo stesso modo, è stato promosso il disegno di legge per l'integrazione della Commissione nazionale di vigilanza delle società e dei valori mobiliari (Conasev) alla Soprintendenza delle banche e delle assicurazioni del Perù.

### Lavoro parlamentare (2016-2019)
È stata eletta deputata dal partito Peruanos Por el Kambio con 215.233 voti per il periodo 2016-2021. Era la deputata con il voto più alto all'interno del gruppo politico e la seconda con il voto più alto a Lima.
Per l'anno 2016-2017 è stata eletta Presidente della Commissione Economia, Banca, Finanza e Informazione Finanziaria, nonché membro del Consiglio di Amministrazione del Congresso, della Commissione Permanente e delle Commissioni Bilancio e Relazioni Estere.
Ha anche fatto parte della Commissione per il monitoraggio dell'incorporazione del Perù nell'OCSE.
Nella prima legislatura del 2019 è stata nuovamente eletta Presidente della Commissione Economica nonché Vicepresidente della Commissione Bilancio. Ha anche fatto parte dei comitati per la difesa dei consumatori, il lavoro e la previdenza sociale e le relazioni estere.
Dopo lo scioglimento del Congresso decretato dal presidente Vizcarra, il suo lavoro parlamentare è culminato.

### Vice Presidenza della Repubblica (2016-2020)
All'inizio del governo, Pedro Pablo Kuczynski ha annunciato che i suoi vice presidenti avrebbero partecipato attivamente al governo. Così, il primo vicepresidente è stato nominato ministro dei trasporti e delle comunicazioni, mentre è stato anche annunciato che Mercedes Aráoz avrebbe partecipato alle riunioni del Consiglio dei ministri in qualità di secondo vicepresidente.
Nell'agosto 2016 è stata nominata presidente della Commissione di alto livello APEC 2016, incaricata di determinare le linee guida, le strategie e le azioni per la riunione dell'Asia-Pacific Economic Cooperation Forum nel paese, che si è tenuta nel novembre 2016.
Nell'agosto 2017 è stata nominata Commissario straordinario per il processo di adesione del Perù all'Organizzazione per la cooperazione e lo sviluppo economico (OCSE).
Nel gennaio 2019 si è recato a Davos, in Svizzera, per partecipare alle riunioni del Forum economico mondiale. Dopo la proclamazione di Juan Guaidó come presidente in carica del Venezuela; Aráoz ha parlato con i presidenti Jair Bolsonaro del Brasile, Iván Duque della Colombia e il ministro degli Esteri canadese Chrystia Freeland annunciando che il Perù sostiene una transizione democratica e pacifica nel paese bolivariano.
Il 30 settembre 2019, il presidente Martín Vizcarra ha sciolto il Congresso della Repubblica dopo aver considerato una "negazione di fatto" di una questione di fiducia presentata dal presidente del Consiglio dei ministri del Perù . Ore dopo, il Congresso, ancora in carica secondo il Principio di Legalità (Articolo 109 della Costituzione), decise di sospendere Martín Vizcarra dalle sue funzioni di Presidente della Repubblica per un periodo di 12 mesi. Secondo la Costituzione politica, prima di un impedimento temporaneo del presidente, il vicepresidente assume. Aráoz ha prestato giuramento come presidente in carica il 30 settembre.
Il 1 ° ottobre 2019 si è dimesso irrevocabilmente dalla vicepresidenza. Va notato che ore prima delle sue dimissioni, i legislatori del Parlamento sciolto, Marco Arana e Justiniano Apaza, hanno presentato una denuncia penale al Pubblico Ministero contro Aráoz per "usurpazione di funzioni" per aver partecipato a detto atto politico. Questa denuncia è stata presentata dal Pubblico Ministero nel marzo 2020.
Il 2 novembre, il ministro della Giustizia e dei diritti umani, Ana Teresa Revilla, ha affermato che Aráoz ha continuato a essere Vicepresidente della Repubblica perché le sue dimissioni non sono state accettate dalla Plenaria del Congresso. Il 5 novembre, Aráoz ha rilasciato brevi dichiarazioni alla stampa in cui ha spiegato che a causa della mancanza di una sessione plenaria del Congresso per accettare le dimissioni, è ancora vicepresidente e ha affermato di essere d'accordo con l'approccio del ministro Revilla.
Il 7 maggio il congresso ha accettato le sue dimissioni dalla vicepresidenza della Repubblica.

### Presidente del Consiglio dei ministri (2017-2018)
Il 17 settembre 2017 ha prestato giuramento come presidente del Consiglio dei ministri in una cerimonia presieduta dal presidente Pedro Pablo Kuczynski . La sua nomina è avvenuta dopo che il congresso ha negato la sua fiducia al primo ministro Fernando Zavala . Insieme ad Aráoz, hanno prestato giuramento anche cinque nuovi ministri.
Il 12 ottobre Aráoz è comparso al Congresso della Repubblica per l'investitura del gabinetto ministeriale. Il ministro ha chiesto ai membri del Congresso di avere fiducia nell'operato del gabinetto per la ricostruzione delle zone colpite dalla crisi del Coastal Child ; Ha anche indicato che il governo promuoverà politiche per l'uguaglianza tra uomini e donne, nonché misure contro la violenza contro le donne. Alla mostra, durata quasi due ore, è stata anche annunciata la richiesta di poteri per la difesa e l'economia. Il premier ha indicato che il governo adotterà pratiche internazionali per il processo di adesione del Perù all'OCSE . L'investitura del gabinetto Aráoz è stata approvata con 83 voti.
Nel dicembre 2017, il presidente della commissione che indaga sullo scandalo di corruzione di Lava Jato ha rivelato che una società di proprietà del presidente Pedro Pablo Kuczynski si era consultata per Odebrecht mentre Kuczynski era ministro di Stato tra il 2004 e il 2006. Detto questo, l'opposizione guidata da Fuerza Popular ha chiesto le dimissioni del presidente e ha avviato un primo processo di vacanza . Mercedes Aráoz ha difeso il presidente dalle accuse e ha negato di aver commesso atti di corruzione. La vicepresidente ha anche dichiarato di essere preoccupata perché un settore del parlamento ha avuto un atteggiamento golpista e ha anche annunciato che i due vicepresidenti avrebbero difeso il loro mandato con l'obiettivo di mantenere la democrazia, la crescita economica ed evitare azioni dittatoriali.
Il 20 dicembre, Pedro Pablo Kuczynski, insieme a Martín Vizcarra e Mercedes Aráoz, ha diffuso un messaggio alla nazione in cui ha annunciato che si sarebbe presentato al parlamento fidandosi delle istituzioni democratiche e ha indicato che i vicepresidenti non faranno parte di un governo che nasce allo stesso modo ingiusto. Il 21 dicembre, Kuczynski ha partecipato al congresso con il suo avvocato per esercitare la sua difesa. Una volta concluso il dibattito tra i membri del Congresso, la richiesta di posto vacante ha ottenuto 79 voti favorevoli, 19 contrari e 21 astensioni. Tra coloro che hanno votato per l'astensione c'erano 10 membri del caucus di opposizione della Forza Popolare guidato da Kenji Fujimori.
Il 24 dicembre il governo ha concesso la grazia all'ex presidente Alberto Fujimori, incarcerato per crimini di violazione dei diritti umani e corruzione durante il suo governo. Il primo ministro ha indicato che il perdono non ha mai fatto parte della sua agenda e che era una prerogativa presidenziale. Successivamente, i ministri Salvador del Solar (Cultura) e Jorge Nieto (Difesa) si sono dimessi dalle loro posizioni. Il presidente Kuczynski e il ministro Aráoz hanno ricostituito il Consiglio dei ministri, chiamato Gabinetto della riconciliazione. Il governo ha mantenuto 11 ministri, ne ha nominati otto nuovi e ha tenuto la cerimonia di giuramento il 10 gennaio 2018.
Nel marzo 2018, i gruppi parlamentari Nuevo Perù e Frente Amplio hanno promosso un secondo processo di posti vacanti presidenziali sostenuto da Fuerza Popular e dal membro del Congresso César Villanueva . Il presidente del Consiglio dei ministri ha ritenuto che questa nuova richiesta riflettesse un tentativo di destabilizzare il governo per eseguire un "colpo di stato". La mozione per avviare il nuovo processo di posti vacanti è stata approvata nel congresso del 15 marzo.
Il primo vicepresidente Martín Vizcarra, che era ambasciatore in Canada, è arrivato in Perù e ha prestato giuramento come presidente della Repubblica il 23 marzo. Il gabinetto presieduto dal ministro Aráoz è rimasto il governo in carica fino alla nomina di César Villanueva come nuovo primo ministro il 2 aprile 2018.

## Controversie

### Conflitto di Bagua
Tra il 2008 e il 2009, il conflitto di Bagua si è verificato dopo la promulgazione di decreti legislativi nel quadro dell'attuazione dell'accordo di libero scambio con gli Stati Uniti . I decreti regolavano l'uso delle risorse forestali, nonché l'uso dei terreni agricoli, delle proprietà rurali e comuni. Tuttavia, la comunità di Bagua ha iniziato una serie di proteste sostenendo che i loro diritti erano stati lesi e che non era stata effettuata alcuna consultazione preventiva.
In questo contesto, Aráoz, in qualità di ministro del Commercio estero e del turismo, ha affermato che l'abrogazione dei decreti e il conseguente vuoto giuridico genererebbero problemi che avrebbero ripercussioni sull'attuazione dell'Accordo di libero scambio. Questo perché per ottemperare all'accordo con gli Stati Uniti è necessaria una regolamentazione sulle suddette risorse e le autorità nordamericane potrebbero intraprendere azioni nei confronti dello Stato peruviano per mancato rispetto dei requisiti.
Il rapporto di minoranza pubblicato dalla Commissione investigativa sul conflitto a Bagua nel 2016 suggerisce che Mercedes Araoz (1) ha rilasciato "dichiarazioni inappropriate che hanno contribuito a confondere l'opinione pubblica", e (2) che era politicamente responsabile per "mancato rispetto dell'obbligo costituzionale di sottoporre alla consultazione preventiva stabilita nella Convenzione ILO 169 i decreti legislativi che hanno interessato direttamente le popolazioni indigene". Anni dopo, era nota anche una nota diplomatica trapelata da WikiLeaks in cui l'ambasciatore degli Stati Uniti in Perù, Michael McKinley, mette in guardia sulle conseguenze negative per l'accordo di libero scambio se il governo cede alle pressioni della comunità di Bagua.

### La grazia ad Alberto Fujimori
Il 24 dicembre 2017, il presidente Pedro Pablo Kuczynski ha concesso la grazia all'ex presidente Alberto Fujimori, incarcerato per crimini di violazione dei diritti umani e corruzione durante il suo governo, appena tre giorni dopo essere stato salvato dal posto vacante con i voti della fazione parlamentare guidata da suo figlio Kenji Fujimori. La risoluzione, firmata da Kuczynski e dal ministro della Giustizia Enrique Mendoza, precisa che Fujimori ha presentato all'Istituto penitenziario nazionale (INPE) la richiesta di grazia l'11 dicembre dello stesso anno. Da allora, ea tempo di record, la richiesta è passata attraverso una Commissione Medica per la Penitenza e la Commissione Presidenziale per le Grazie, che hanno chiesto la grazia per l'ex presidente.
Detto questo, il secondo vicepresidente della Repubblica, Mercedes Aráoz, ha aggiunto che l'indulto non ha mai fatto parte della sua agenda e che non ha partecipato a nessun negoziato per evitare il posto vacante in cambio dell'indulto. "Non faceva parte dell'agenda politica del mio gabinetto. Questo è vero fino ad oggi (...) Sono una persona integrale, ho seguito una linea di lavoro. Né io né i membri della panchina del governo abbiamo partecipato ad alcun negoziato durante il posto vacante ". Aráoz ha assicurato che di fronte a un possibile posto vacante per il PPK, lo sforzo di lei e della panchina è stato quello di "difendere la costituzione, che il posto vacante non si verifica con il giusto processo e difendere la democrazia".